# Гиппомах (один из Тридцати тиранов)
Гиппомах (погиб в мае 403 года до н. э. под Мунихией, Аттика) — древнегреческий политический деятель, один из Тридцати тиранов, правивших Афинами в 404—403 годах до н. э. Упоминается только в одном из сохранившихся источников — в «Греческой истории» Ксенофонта. Известно, что Гиппомах принадлежал к той трети членов совета, которая была назначена гетериями, и представлял филу Антиохида. В мае 403 года до н. э. он погиб в бою со сторонниками демократии под Мунихией.